# جيمس مور (ضابط)
جيمس مور (بالإنجليزية: James Moore)‏ هو ضابط أمريكي، ولد في 1737 في مقاطعة نيوهانوفر في الولايات المتحدة، وتوفي في 15 أبريل 1777 في ويلمينغتون في الولايات المتحدة.